# ويليام فاوست (ممثل)
ويليام فاوست (بالإنجليزية: William Fawcett)‏ هو ممثل أمريكي، ولد في 8 سبتمبر 1894 في High Forest, Minnesota ‏ في الولايات المتحدة، وتوفي في 25 يناير 1974 في شيرمان أوكس في الولايات المتحدة بسبب مرض قلبي وعائي. من الجوائز التي نالها وسام جوقة الشرف.

## جوائز
- وسام جوقة الشرف

## وصلات خارجية
- ويليام فاوست على موقع IMDb (الإنجليزية)
- ويليام فاوست على موقع أول موفي (الإنجليزية)
- ويليام فاوست على موقع قاعدة بيانات الفيلم (الإنجليزية)